# Actinodium
Actinodium é um género botânico pertencente à família Myrtaceae com relações filogenéticas próximas dos géneros Darwinia, Chamelaucium e Verticordia. Inclui apenas duas espécies (incluindo Actinodium cunninghamii), muito semelhantes a malmequeres, da família das asteráceas. As suas sementes são de difícil germinação, sendo a espécie facilmente propagada por reprodução assexuada.
São pequenos arbustos nativos da Austrália ocidental.

## Sinonímia
- Triphelia  R.Br. ex Endl.

## Espécies
Apresenta duas espécies:
- Actinodium calocephalum N.G.Marchant ms
- Actinodium cunninghamii Schauer